# Vino di palma
Il vino di palma, in inglese detto palm wine ma anche palm toddy o semplicemente toddy, è una bevanda alcolica che si ottiene dalla linfa di diverse specie di palme. È diffuso in diverse regioni dell'Africa, dell'India meridionale (soprattutto Andhra Pradesh, Kerala e Tamil Nadu) nelle Filippine e in altre zone del Sudest asiatico, tra cui la Cambogia.

## Specie di palme da vino

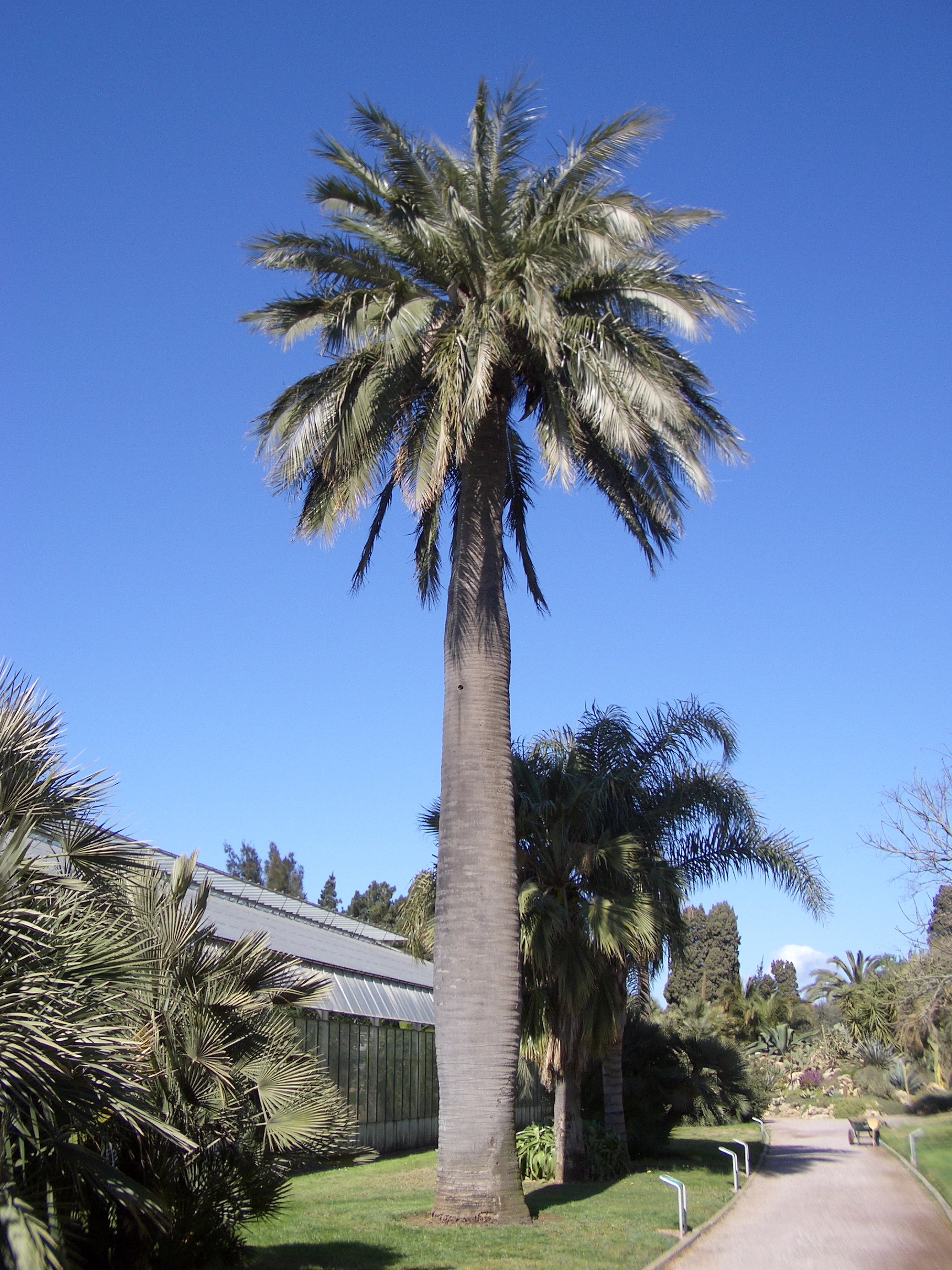
La Jubaea chilensis è una delle palme da cui si estrae il vino

Il vino si può ricavare da numerose specie di palme. In Africa le più usate sono le palme da datteri, le palme da datteri selvatici, il borasso, le cariote (per esempio Caryota urens), le palme da olio (come la Elaeis guineensis) e le palme da cocco. In Sudafrica il vino di palma viene prodotto principalmente nella regione del Maputaland e lo si estrae dalla palma lala. In Asia si impiegano anche palme ad alto fusto come la Arenga pinnata e la Jubaea chilensis, detta "palma da vino cilena".

## Tecnica di produzione
La linfa della palma, da cui si ricava il vino, viene estratta (o "spillata") incidendo il tronco della palma, a cui viene fissato un contenitore per raccogliere il liquido che fuoriesce dall'incisione. Chi esegue questa operazione viene chiamato "spillatore" (tapper). In alcune aree, l'intera palma viene abbattuta per raccogliere la linfa; in questo caso, si accende un fuoco alla base del tronco per velocizzare la fuoriuscita del liquido. 
La linfa appena estratta è molto dolce, ma non alcolica. Subito dopo la raccolta, la linfa inizia a fermentare naturalmente a causa dei lieviti presenti nell'aria. La fermentazione si conclude nel giro di circa due ore, trasformando la linfa in un vino aromatico e dolce, con una gradazione alcolica intorno al 4%. Fermentazioni prolungate aumentano la gradazione della bevanda, rendendola anche più corposa, amara e acida; su periodi molto lunghi, si ottiene l'aceto come per il vino d'uva. I tempi di fermentazione sono più brevi di quelli del vino d'uva, per cui il vino di palma deve essere bevuto entro poco tempo dalla spillatura. Può essere conservato più a lungo se viene tenuto a basse temperature.
La linfa viene talvolta utilizzata anche per produrre altre bevande non fermentate e non alcoliche, come la neera in India.
Il vino può essere distillato per produrre un superalcolico; questa pratica è diffusa per esempio in Ghana (dove il distillato viene chiamato apa teshi o bumkutu ku) e in Togo (sodabe). Può essere anche lasciato evaporare per produrre una varietà di zucchero non raffinato.

## Nella società
La pratica di ricavare vino dalle palme è molto antica (era diffusa, per esempio, già nell'Antico Egitto). Presso molte culture questa pratica si è arricchita, nel tempo, di valenze simboliche e sociali. In Congo e in altre parti dell'Africa occidentale, il vino di palma viene bevuto nel corso di molte cerimonie rituali, per esempio in occasione di matrimoni, nascite, o riti funebri. In Nigeria si usa versare al suolo un po' di vino di palma per onorare gli antenati. In alcune zone, la produzione di contenitori per il vino di palma è un elemento importante dell'arte tradizionale (sono rinomati per esempio i vasi prodotti dal popolo Kuba del Congo).

## Riferimenti nella cultura
Data la notevole importanza sociale del vino di palma in molte culture, non stupisce che siano numerosi anche i riferimenti nella letteratura e in altre forme d'arte. Il vino di palma viene spesso menzionato nella letteratura nigeriana; esso dà il titolo al più famoso romanzo di Amos Tutuola, Il bevitore di vino di palma. Il ruolo del vino di palma nella vita sociale e religiosa degli Ibo viene descritto ampiamente nel romanzo Il crollo di Chinua Achebe. Dal vino di palma prende anche nome un genere di musica pop nigeriana, la palm wine music, che nacque nei piano bar (dove si serviva questa bevanda).

## Nomi del vino di palma
La seguente tabella elenca alcuni dei nomi con cui il vino di palma è noto in diverse aree:
| Stato/Regione      | Nome                             |
| ------------------ | -------------------------------- |
| Camerun            | mimbo                            |
| Cina               | ra, panam culloo                 |
| Costa d'Avorio     | banghi                           |
| Congo              | malafu o malavu, nsamba          |
| Filippine          | tuba                             |
| Gabon              | toutou                           |
| Ghana              | doka, nsafufuo, palm wine, yabra |
| India              | kallu, toddy                     |
| Indonesia          | ballo                            |
| Malaysia           | kallu, nira, tuak, toddy         |
| Nigeria            | emu, ogogoro, palm wine, tombo   |
| Nordafrica         | legmi, legbi, lebgi              |
| Papua Nuova Guinea | segero, tuak                     |
| Sudafrica          | ubusulu                          |
| Sierra Leone       | poyo                             |
| Sri Lanka          | ra                               |